# Следзюк, Александр Калинович
Александр Калинович Следзюк[ударение?] (28 августа 1919, Одесса, Юг России — 24 декабря 1985, Одесса) — главный инженер-механик атомного ледокола «Ленин». Герой Социалистического Труда (1963).

## Биография
Родился 28 августа 1919 года в Одессе. В 1938 году окончил Одесский морской техникум. Одновременно с учёбой работал кочегаром на пароходе «Игнатий Сергеев», ходившем из Одессы в Батуми, в Херсон. После окончания техникума работал четвёртым механиком на пароходе «Каменец-Подольск», который был потоплен в первые же дни Великой Отечественной войны.
С октября 1941 года и до последнего дня войны был механиком на транспорте «Курск», участвовал в доставке войск, техники и боеприпасов фронту и в десантных операциях. После окончания Великой Отечественной войны до 1958 года работал на судах Черноморского морского пароходства. С января 1959 года — главный инженер-механик атомного ледокола «Ленин». Заочно окончил Одесское высшее инженерное морское училище. В короткий срок Александр Калинович в совершенстве освоил эксплуатацию атомных энергетических установок, овладел знаниями в области ядерной физики.
Указом Президиума Верховного Совета СССР от 9 августа 1963 года за выдающиеся успехи, достигнутые в деле развития морского транспорта главному инженеру-механику атомного ледокола «Ленин» Следзюку Александру Калиновичу присвоено звание Героя Социалистического Труда с вручением ему ордена Ленина и золотой медали «Серп и Молот».
С 1966 по 1977 год возглавлял специальную группу технического надзора Мурманского морского пароходства за проектированием и строительством ледоколов. С 1977 года — главный инженер-механик атомного ледокола «Сибирь». В море он последний раз вышел в летнюю навигацию 1985 года. Жил в Одессе.
Умер 24 декабря 1985 года. Похоронен в Одессе на Таировском кладбище.

## Награды
Награждён двумя орденами Ленина, орденом Отечественной войны 1-й степени, орденом «Знак Почета», орденом Трудового Красного Знамени, медалями.